# Castrop-Rauxel
Castrop-Rauxel (pronunciación en alemán: /ˈkastʁɔp ˈʁaʊ̯ksl̩/ⓘ) es una ciudad en el estado alemán de Renania del Norte-Westfalia. Es parte del Distrito de Recklinghausen y cuenta con casi 78.000 habitantes.

## Historia

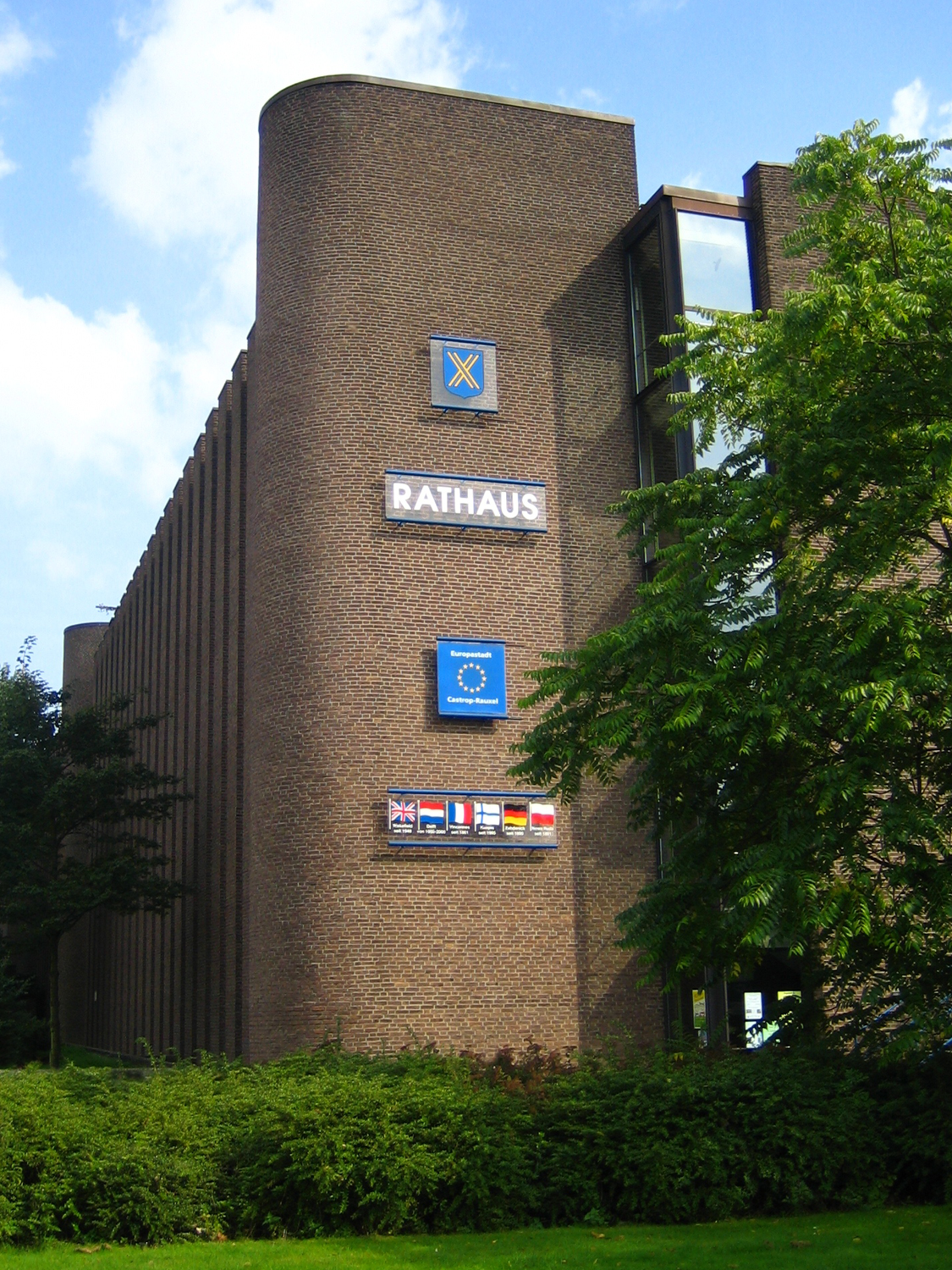
Ayuntamiento de Castrop-Rauxel.

Castrop-Rauxel fue mencionada por primera vez en 834 como Villa Castorpe, y recibió los derechos de Ciudad Imperial Libre en 1384. Ha existido en su forma actual desde 1975.
Alvar Aalto diseño el centro de la ciudad.

## Geografía
Castrop-Rauxel está situada en la región de Emscherland, en la parte norte del territorio del Ruhr y está incluida en el distrito de la ciudad de Recklinghausen de la Región Rin-Ruhr.
La ciudad está dividida en 15 barrios.

## Economía
En años recientes Castrop-Rauxel vio crecer el fenómeno del “hombre de las palmeras”, quien fundó su negocio en línea de plantas exóticas.